# Ацетат празеодима
Ацетат празеодима — неорганическое соединение,
соль празеодима и уксусной кислоты
с формулой Pr(CH3COO)3,
зелёные кристаллы,
хорошо растворяется в воде,
образует кристаллогидраты — зелёные кристаллы.

## Физические свойства
Ацетат празеодима образует зелёные кристаллы.
тетрагональной сингонии,
пространственная группа P 421c,
параметры ячейки a = 2,1065 нм, c = 1,3236 нм, Z = 24
.
Хорошо растворяется в воде.
Образует кристаллогидраты состава Pr(CH3COO)3•n H2O, где n = 1, 1½, 2, 3 и 4 — зелёные кристаллы, которые теряют воду при 160°С.
Кристаллогидрат состава Pr(CH3COO)3•1,5 H2O образует кристаллы
триклинной сингонии,
пространственная группа P 1,
параметры ячейки a = 0,8442 нм, b = 1,0098 нм, c = 1,3401 нм, α = 87,10°, β = 76,25°, γ = 75,65, Z = 4,
.

## Химические свойства
- Ступенчато разлагается при нагревании[5][6]:

{\displaystyle {\mathsf {Pr(CH_{3}COO)_{3}\ {\xrightarrow {270^{o}C}}\ Pr(OH)(CH_{3}COO)_{2}\ {\xrightarrow {310^{o}C}}\ PrO(CH_{3}COO)\ {\xrightarrow {390^{o}C}}\ Pr_{2}O_{2}CO_{3}\ {\xrightarrow {700^{o}C}}\ Pr_{6}O_{11}}}}